# Юсупов Ісмаїл Абдурасулович
Ісмаїл Абдурасулович Юсупов (каз. Ысмайыл Абдрасулұлы Юсупов; 12 травня 1914, станиця Софійська, тепер місто Талгар, Казахстан — 17 травня 2005, місто Алмати, Казахстан) — радянський партійний діяч, перший секретар ЦК Компартії Казахстану від 1962 до 1964 року. Член Центральної контрольної комісії КПРС у 1956—1961 роках. Кандидат у члени ЦК КПРС у 1961—1966 роках. Депутат Верховної ради СРСР 5—6-го скликань. Депутат Верховної ради Казахської РСР 1—4-го скликань.

## Життєпис
Народився в бідній уйгурській родині.
1934 року закінчив Талгарський сільськогосподарський технікум Казакської АРСР.
У 1934—1935 роках — агроном Туркестанської машинно-тракторної станції Південно-Казахстанської області.
У 1935—1937 роках — слухач Ленінградських вищих агрономічних курсів.
У 1937—1938 роках — старший агроном Туркестанського районного земельного відділу Південно-Казахстанської області.
У 1938—1939 роках — директор Туркестанської машинно-тракторної станції Південно-Казахстанської області.
У 1939—1940 роках — заступник начальника Південно-Казахстанського обласного земельного відділу.
У 1940 році — начальник Південно-Казахстанського обласного управління водного господарства.
Член ВКП(б) з 1940 року.
1940 року вступив на службу до Червоної армії. У 1941 році закінчив військово-політичне училище в Мінську. Під час німецько-радянської війни служив комісаром 275-го окремого лижного батальйону на Ленінградському фронті.
У 1943—1944 роках — 1-й секретар Іллічівського районного комітету КП(б) Казахстану Південно-Казахстанської області.
У 1944—1945 роках — секретар Південно-Казахстанського обласного комітету КП(б) Казахстану.
У 1945—1951 роках — народний комісар (міністр) водного господарства Казахської РСР.
У 1951—1954 роках — слухач Вищої партійної школи при ЦК ВКП(б) (КПРС).
У 1954—1955 роках — 2-й секретар Кустанайського обласного комітету КП Казахстану.
У травні 1955 — грудні 1959 року — 1-й секретар Південно-Казахстанського обласного комітету КП Казахстану.
24 жовтня 1959 — 26 грудня 1962 року — секретар ЦК КП Казахстану.
Одночасно 11 травня — 25 червня 1962 року — голова Організаційного бюро ЦК КП Казахстану по Південно-Казахстанському краю. У червні 1962 — січні 1963 року — 1-й секретар Південно-Казахстанського крайового комітету КП Казахстану.
26 грудня 1962 — 7 грудня 1964 року — 1-й секретар ЦК КП Казахстану. За часів перебування на посаді першого секретаря ЦК Компартії Казахстану за його ініціативою кілька районів Південного Казахстану було передано Узбекистану.
У грудні 1964 — 1966 року — голова виконавчого комітету Уральської обласної ради народних депутатів Казахської РСР.
У 1966—1971 роках — директор Казспецвинтресту Міністерства харчової промисловості Казахської РСР; директор Алма-Атинського спеціального тресту плодовинрадгоспів.
З листопада 1971 року — персональний пенсіонер у місті Алма-Аті (Алмати).

## Нагороди
- два ордени Леніна
- орден Червоного Прапора
- два ордени Вітчизняної війни І ст.
- два ордени Трудового Червоного Прапора
- медаль «За трудову доблесть»
- медаль «За трудову відзнаку»
- медалі